# Luther Head
Luther Dale Head (Chicago, 26 novembre 1982) è un ex cestista statunitense.

## Carriera
Viene scelto al Draft NBA 2005 con la ventiquattresima scelta assoluta dagli Houston Rockets con i quali ha disputato quattro ottime stagioni. Nel 2009 si trasferisce ai Miami Heat con cui gioca 10 partite. Per la stagione successiva si trasferisce ad Indiana. Dopo la scadenza del contratto con gli Indiana Pacers, nell'estate 2010 si è accordato con i New Orleans Hornets. L'accordo però è sfumato perché il giocatore non ha superato le visite mediche. Si è accasato dunque in California, a Sacramento. Con I Kings gioca fino a metà marzo, nel complesso 36 partite, di cui 14 da titolare. Vista però l'abbondanza di guardie nella franchigia in seguito all'aggiunta in corso d'anno di Jermaine Taylor e Marcus Thornton, gli viene rescisso il contratto.
Dopo un anno di inattività, il 27 agosto 2012 firma un contratto con la squadra israeliana dell'Hapoel Holon. Dopo quattro giorni però, il giocatore rinuncia al contratto appena firmato.

## Statistiche

### College
| Anno      | Squadra                  | PG  | PT | MP   | TC%  | 3P%  | TL%  | RP  | AP  | PRP | SP  | PP   |
| --------- | ------------------------ | --- | -- | ---- | ---- | ---- | ---- | --- | --- | --- | --- | ---- |
| 2001-2002 | Illinois Fighting Illini | 35  | 13 | 16,6 | 50,8 | 29,1 | 56,0 | 1,9 | 1,7 | 1,0 | 0,1 | 4,5  |
| 2002-2003 | Illinois Fighting Illini | 25  | 8  | 20,4 | 51,9 | 42,4 | 73,9 | 2,8 | 1,7 | 1,1 | 0,1 | 7,9  |
| 2003-2004 | Illinois Fighting Illini | 29  | 24 | 29,8 | 44,8 | 34,3 | 77,8 | 3,8 | 2,6 | 1,0 | 0,2 | 11,0 |
| 2004-2005 | Illinois Fighting Illini | 39  | 39 | 33,3 | 46,3 | 41,0 | 78,8 | 4,0 | 3,8 | 1,7 | 0,2 | 15,9 |
| Carriera  | Carriera                 | 128 | 84 | 25,4 | 47,3 | 38,2 | 75,2 | 3,1 | 2,5 | 1,2 | 0,2 | 10,1 |

### NBA

#### Regular Season
| Anno      | Squadra          | PG  | PT | MP   | TC%  | 3P%  | TL%  | RP  | AP  | PRP | SP  | PP   |
| --------- | ---------------- | --- | -- | ---- | ---- | ---- | ---- | --- | --- | --- | --- | ---- |
| 2005-2006 | Houston Rockets  | 80  | 27 | 28,9 | 40,3 | 36,1 | 69,9 | 3,3 | 2,7 | 1,1 | 0,1 | 8,8  |
| 2006-2007 | Houston Rockets  | 80  | 10 | 27,6 | 43,7 | 44,1 | 79,0 | 3,2 | 2,4 | 1,0 | 0,1 | 10,9 |
| 2007-2008 | Houston Rockets  | 73  | 17 | 18,9 | 43,2 | 35,1 | 81,5 | 1,8 | 1,9 | 0,6 | 0,1 | 7,6  |
| 2008-2009 | Houston Rockets  | 22  | 4  | 14,6 | 38,6 | 36,8 | 87,5 | 1,2 | 1,6 | 0,3 | 0,0 | 4,8  |
| 2008-2009 | Miami Heat       | 10  | 0  | 17,6 | 37,2 | 37,5 | 62,5 | 2,5 | 2,3 | 1,1 | 0,1 | 4,3  |
| 2009-2010 | Indiana Pacers   | 47  | 10 | 17,3 | 43,7 | 35,2 | 82,8 | 1,7 | 1,5 | 0,4 | 0,2 | 7,6  |
| 2010-2011 | Sacramento Kings | 36  | 14 | 16,3 | 41,5 | 39,1 | 78,0 | 1,7 | 1,9 | 0,3 | 0,3 | 5,6  |
| Carriera  | Carriera         | 348 | 82 | 22,4 | 42,3 | 38,8 | 77,3 | 2,4 | 2,1 | 0,7 | 0,1 | 8,2  |

#### Playoffs
| Anno     | Squadra         | PG | PT | MP   | TC%  | 3P%  | TL%  | RP  | AP  | PRP | SP  | PP  |
| -------- | --------------- | -- | -- | ---- | ---- | ---- | ---- | --- | --- | --- | --- | --- |
| 2007     | Houston Rockets | 7  | 0  | 20,1 | 30,6 | 26,1 | 50,0 | 2,7 | 1,1 | 0,4 | 0,3 | 4,6 |
| 2008     | Houston Rockets | 5  | 0  | 8,8  | 7,1  | 0,0  | 100  | 0,4 | 0,8 | 0,4 | 0,2 | 0,8 |
| Carriera | Carriera        | 12 | 0  | 15,4 | 24,0 | 20,7 | 60,0 | 1,8 | 1,0 | 0,4 | 0,3 | 3,0 |

## Palmarès
- NCAA AP All-America Second Team (2005)
- NBA All-Rookie Second Team (2006)